# ثلاثية قواعد

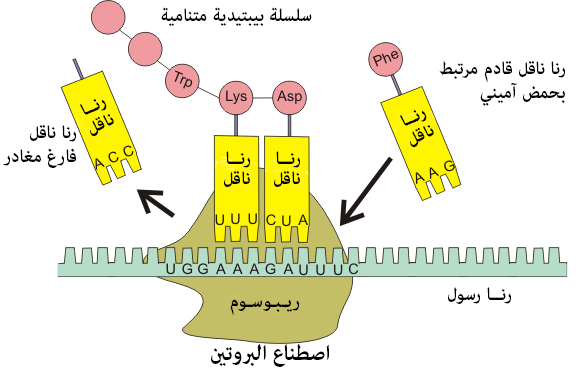
شكل 1 : الريبوسوم يركب جزيء بروتين ؛ تتابع القواعد في البروتين يضبطها تتابع القواعد في الرنا المرسال messenger RNA. هذه عملية تتم في خلايا جميع الكائنات الحية والفيروسات.

ثلاثية قواعد في علم الجينات (بالإنجليزية : Base triplett ) هي ثلاثة قواعد نووية متتابعة لأحد الأحماض النووية .
تتابع ثلاثة من القواعد النووية يمثل أصغر وحدة من الشفرات الجينية ، وتسمى كودون. يمكن للثلاثية قواعد أن تكون كودون بدء لتشفير مقطع من حمض نووي أو كودون ختامي لوقف عملية التشفير وانهائها. وعن طريق قالب قراءة مفتوح يمكن أن تشفر ثلاثية قواعد نوع من الأحماض الأمينية.

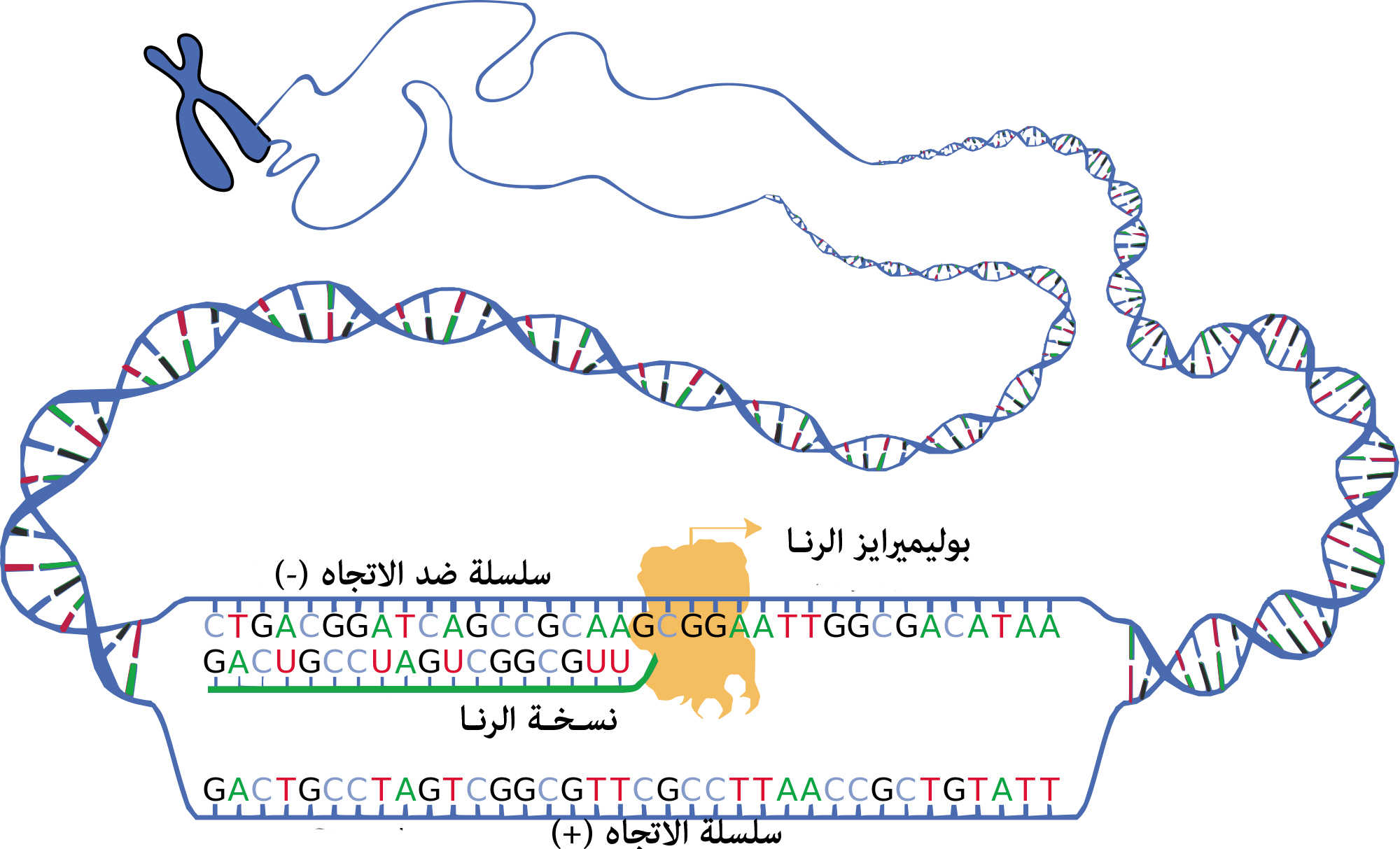
شكل 2: تمثيل لفرعي الدنا وإنتاج الرنا المترجم Transkription RNA على سبيل إنتاج بروتين معين.

تقرأ في قالب القراءة تتابع قواعد النوكليتيدات الغير متطابقة في اتجاه قراءة معين ( 5'←3') على ثلاثة خطوات . بهذه الطريقة تؤول في ريبوسوم الخلية أثناء ترجمة حمض نووي ريبوزي رسول إلى كودونات (عن طريق ازدواج القواعد الأنتيكودون المكمل ) إلى سلسلة حمض نووي ريبوزي ناقل ، وبهذا يمكن إنتاج حمض أميني معين. وبتلك الطريقة يترجم تتابع نوكليوتيدات معين لحمض نووي إلى تتابع معين من الاحماض الأمينية مكونة سلسلة بوليببتيد - ويتكون منها بالتالي بروتين معين.
الريبوسوم هي أداة أنتاج جزيئات معقدة في الخلية الحية. ففيها يتم إنتاج البروتينات . فالريبوسومات تربط الأحماض الأمينية المترجمة بعضها ببعض وتشكل منها رنا مرسال معين .
في اللولب المزدوج لـ الدنا توجد كودونات ثلاثيات القواعد على الفرع المشفر مقابلة للكودونات المكملة (ثلاثية القواعد أيضا) ، وتشكل قالبا لإنتاج الرنا المترجم tRNA. ثم يقوم الرنا المترجم بإنتاج البروتين.

## أقرأ أيضا
- كودون
- كودون بدء
- كودون ختامي
- قالب قراءة مفتوح
- مشغل (أحياء)
- اضطراب صبغي
- طفرة
- طفرة إطار التسطير
- منطقة مشفرة
- منطقة غير مترجمة